# سد گرشک
سد گریشک یک سد و نیروگاه برق بر روی رود هیرمند در ولایت هلمند افغانستان است.
یک نشریهٔ فنی در سال ۲۰۰۳ نوشت، نیروگاه گریشک در سال ۱۹۴۵ بر روی یک کانال آبیاری ساخته شده بود و دو واحد ۲٫۱ مگاواتی خراب و متروکه داشت که تعمیر آن‌ها سه میلیون دلار هزینه برمی‌داشت.
در سال ۲۰۰۵ نیروهای آمریکایی–افغانی در یک عملیات مشترک یک گروه بیست‌نفرهٔ طالبان را که قصد انفجار سد را داشتند دستگیر کردند.

## جستار های وابسته
- فهرست سدهای افغانستان